# 莱斯定理
莱斯定理（Rice's theorem）是可计算性理论中的一条定理，由亨利·戈登·莱斯于1953年提出。定理指出，递归可枚举语言的所有非平凡（nontrival）性质都是不可判定的。
“非平凡”是指，仅被部分递归可枚举语言具有的特性。

## 定理
{\displaystyle P}是所有图灵可计算函数构成的集合，{\displaystyle S}是{\displaystyle P}的一个非空真子集，即：{\displaystyle \emptyset \neq S\subsetneq P}。将图灵机以某种方式编码，使得每一个{\displaystyle n\in \mathbb {N} }都唯一对应一个图灵机{\displaystyle M_{n}}。
则：集合{\displaystyle C(S)}={\displaystyle \{n|M_{n}} 计算的函数在集合{\displaystyle S}中{\displaystyle \}}是不可判定的。